# Charles Darley Miller
George Arthur Miller (Marylebone, Londres, 23 d'octubre de 1868 – Putney, Londres, 22 de desembre de 1951) va ser un jugador de polo anglès. De jove estudià al Marlborough College i al Trinity College. Era germà del també jugador de polo George Arthur Miller.
En acabar els estudis es traslladà a l'Índia per treballar en l'empresa familiar. Allà tingué el primer contacte amb el polo. El 1908 va prendre part en els Jocs Olímpics de Londres, on guanyà la medalla d'or en la competició de polo, com a integrant de l'equip Roehampton. En aquest equip també hi competien George Arthur Miller, Patteson Nickalls i Herbert Haydon Wilson.
Va lluitar a la Primera Guerra Mundial i no fou desmobilitzat fins al 1919, amb el rang de tinent coronel.